# 再一個謊言
《再一個謊言》，簡體中文版譯作《只差一個謊言》，是日本作家東野圭吾的短篇推理小說集，也是「加賀恭一郎系列」的第六本小說。原刊載於推理雜誌220-224期，單行本於2000年由講談社發行，2003年發行了講談社文庫版。
本書為收錄了五個短篇故事的短篇集，東京電視台將其中的「冰冷的灼熱」和「失算」拍成了電視劇，作為「多摩南署敲打刑警・近松丙吉」的第一和第二作播放。

## 出版書籍
| 出版社       | 出版日期      | 格式   | 頁數  | ISBN                   | 譯者   |
| ------------ | ------------- | ------ | ----- | ---------------------- | ------ |
| 講談社       | 2000年4月10日 | 單行本 | 256頁 | ISBN 978-4-06-210048-9 | 不適用 |
| 講談社       | 2003年2月14日 | 文庫本 | 272頁 | ISBN 978-4-06-273669-5 | 不適用 |
| 泰国         | 2008年3月     | 平裝書 | 252頁 | ISBN 978-974-044-914-0 |        |
| 朝鮮 (地區)  | 2009年7月27日 | 平裝書 | 263頁 | ISBN 978-897-275440-4  |        |
| 南海出版公司 | 2013年4月25日 | 平裝書 | 198頁 | ISBN 978-754-426167-8  | 黃真   |
| 獨步文化     | 2014年5月1日  | 平裝書 | 256頁 | ISBN 978-986-604-381-9 | 鍾蕙淳 |

### 改編漫畫
本書短篇皆由同一位漫畫家風祭壯太改編成漫畫。〈再一個謊言〉、〈冰冷的灼熱〉曾收錄在秋田書店的《東野圭吾ミステリー傑作選》、另外三則短篇收錄於秋田書店出版的《東野圭吾ミステリー 2》。
| 標題       | 期刊                             | 出版日期       | ISBN/EAN               |
| ---------- | -------------------------------- | -------------- | ---------------------- |
| 再一個謊言 | Suspiria Mystery 2011年7月號別冊 | 2011年1月24日  | EAN 4910041550319      |
| 冰冷的灼熱 | Suspiria Mystery 2011年7月號別冊 | 2011年1月24日  | EAN 4910041550319      |
| 第二志願   | Suspiria Mystery 2009年11月號    | 2009年9月24日  | ASIN B002N2RB46        |
| 第二志願   | Suspiria Mystery 2009年1月增刊   | 2009年12月14日 | ASIN B002ZHYKH0        |
| 第二志願   |                                  | 2012年6月28日  | ISBN 978-4-25-324176-2 |
| 失算       | Suspiria Mystery 2010年11月號    | 2010年9月24日  | ASIN B0040ZCM8E        |
| 失算       |                                  | 2012年6月28日  | ISBN 978-4-25-324176-2 |
| 朋友的忠告 | Suspiria Mystery 2011年3月號     | 2011年1月24日  | ASIN B004GPD2ZA        |
| 朋友的忠告 |                                  | 2012年6月28日  | ISBN 978-4-25-324176-2 |

## 故事簡介&登場人物
關於加賀恭一郎請參看「加賀恭一郎系列－登場人物」。

### 再一個謊言
原題：
弓削芭蕾舞團的事務員早川弘子的屍體被發現倒臥在其居住的高級公寓內的樹叢裡。警察調查發現她是在7樓自家的陽台墜落致死的，而她在死前一周才搬進來住。練馬警察署的刑警加賀恭一郎將目光集中在和死者住在同一座公寓、也在同一個舞團工作的寺西美千代身上。由於現場僅有死者與疑兇二人，即使供詞中有謊言亦難以確證，必須誘導出再一個謊言以找出謊言與謊言之間的矛盾。而刑警這樣的作為，是否也是一種謊言呢？
- 寺西 美千代 … 弓削芭蕾舞團的事務局長，曾是舞團的女主角。
- 早川 弘子 … 在弓削芭蕾舞團的事務局工作，曾是芭蕾舞蹈員。在自宅公寓範圍內墜樓身亡。
- 寺西 智也 … 寺西美千代的丈夫，編舞者。已故。
- 新川 祐二 … 寺西智也的好友，作曲家。已故。
- 松井 要太郎 … 弓削芭蕾舞團的舞蹈教師，已故。

### 冰冷的灼熱
原題：
灼熱的天氣裡，田沼洋次回到家裡的時候，發現妻子美枝子倒臥在地，年幼的兒子更是不見踪影。警方於是展開搜查。從屋裡被翻得亂七八糟這點看來，似乎是盜賊犯案。但警察懷疑有可能是熟人幹的，原因是田沼美枝子是從正面被勒死的。冰冷的真相，部分肇因於灼熱的天氣。
- 田沼 洋次 … 在一家工作機械製造公司裡工作。
- 田沼 美枝子 … 洋次的妻子，被發現勒死在自家裡。
- 田沼 裕太 … 洋次還是嬰兒的兒子，在妻子被殺後失踪。

### 第二志願
原題：
楠木真知子在五年前離婚，如今和11歲的女兒理沙一起生活着。真知子曾夢想成為器械體操的奧運會選手。但是現在她發現了女兒的才能，於是把自己的夢想寄託在女兒身上，幫助女兒參加奧運成為真知子的人生第二志願。這時與真知子親密交往的毛利周介被殺了，死者明顯是被他人勒死。但是兇手及其犯案動機完全是個謎。對於母親而言，全家平安無事當為第一志願。而加賀的推理，逼出了第二志願，也由生活細節發掘出了真相。
- 楠木 真知子 … 在會計事務所工作，每週三次去舞蹈學校做教練。
- 楠木 理沙 … 真知子的女兒，11歲。在體操教室裡上課。
- 毛利 周介 … 真知子的情人，被勒死在真知子的公寓裡。

### 失算
原題：
坂上奈央子從幾天前開始必定會去買菊花和「瑪格麗特」，她丈夫前幾天死於交通事故。加賀因建築師中瀨幸伸失蹤案追縱到奈央子，並查訪到兩人有親密關係的傳聞。兩個男人消失於世間，一下葬一失蹤，加賀認為這是簡單的算數問題，但一切都是失算。
- 坂上 奈央子 … 主婦。
- 坂上 隆昌 … 奈央子的丈夫，在製藥公司工作，死於交通事故。
- 中瀨 幸伸 … 建築師。

### 朋友的忠告
原題：
加賀的朋友萩原保引起了交通事故，雖保住性命但身體有十多處骨折，因此萩原不得不住進了醫院。到醫院去探病的加賀，對萩原說出他對這次事件的推理，但萩原一味否認。於是加賀以朋友的身份忠告他正視事態的發展。
- 萩原 保 … 加賀的朋友，公司社長。因打瞌睡而引起交通事故。
- 萩原 峰子 … 保的妻子。
- 萩原 大地 … 保的兒子。
- 葛原 留美子 … 藝術插花教室的講師。

## 電視劇
主條目：多摩南署敲打刑警・近松丙吉
『東京電視台』、『BS JAPAN』共同製作電視劇「多摩南署敲打刑警・近松丙吉」，2001年起在「週三神秘9點」（週三21:00-22:48）節目播出，此系列約一年播放一集，至2014年底為止共有十二集。屬於刑事警察類電視劇，主角是伊東四朗飾演的多摩南署捜査一課的主任刑事－近松丙吉。
本書的短篇〈冰冷的灼熱〉與〈失算〉分別為戲劇的第一、二集，另外東野圭吾的《偵探俱樂部》其中短篇〈少女委託人〉是此戲劇的第三集，2003年11月26日播出。此三集的編劇均為‘’
冰冷的灼熱 ～白晝主婦殺人事件! ～
- 播放日期：2001年8月8日
- 導演：中山史郎（日语：中山史郎）
- 主演：

- 田沼洋次（公司職員）：吉田榮作
- 田沼美枝子（洋次的妻子）：有森也實

瘋狂的計算 ～灼熱新市鎮殺人事件! ～
- 播放日期：2002年9月18日
- 導演：
- 主演：

- 坂上奈央子（家庭主婦）：細川直美
- 坂上隆昌（奈央子的丈夫）：海部剛史
- 中瀨幸伸（建築師）：光一平
- 中瀨明美（幸伸的妻子）：大竹一重

## 外部連結
- （日語）http://www.bookclub.kodansha.co.jp/bc2_bc/search_view.jsp?b=2736691 （页面存档备份，存于）
- （简体中文）只差一点就是加贺：评《只差一个谎言》
- （繁體中文）博客來網路書店 再一個謊言 （页面存档备份，存于）